# 1547 год
1547 (ты́сяча пятьсо́т со́рок седьмо́й) год  по юлианскому календарю — невисокосный год, начинающийся в субботу. Это 1547 год нашей эры, 7‑й год 5‑го десятилетия XVI века 2‑го тысячелетия, 8‑й год 1540‑х годов. Он закончился 478 лет назад.
| Пн | Вт | Ср | Чт | Пт | Сб | Вс |
|    |    |    |    |    | 1  | 2  |
| 3  | 4  | 5  | 6  | 7  | 8  | 9  |
| 10 | 11 | 12 | 13 | 14 | 15 | 16 |
| 17 | 18 | 19 | 20 | 21 | 22 | 23 |
| 24 | 25 | 26 | 27 | 28 | 29 | 30 |
| 31 |    |    |    |    |    |    |

| Пн | Вт | Ср | Чт | Пт | Сб | Вс |
|    | 1  | 2  | 3  | 4  | 5  | 6  |
| 7  | 8  | 9  | 10 | 11 | 12 | 13 |
| 14 | 15 | 16 | 17 | 18 | 19 | 20 |
| 21 | 22 | 23 | 24 | 25 | 26 | 27 |
| 28 |    |    |    |    |    |    |

| Пн | Вт | Ср | Чт | Пт | Сб | Вс |
|    | 1  | 2  | 3  | 4  | 5  | 6  |
| 7  | 8  | 9  | 10 | 11 | 12 | 13 |
| 14 | 15 | 16 | 17 | 18 | 19 | 20 |
| 21 | 22 | 23 | 24 | 25 | 26 | 27 |
| 28 | 29 | 30 | 31 |    |    |    |

| Пн | Вт | Ср | Чт | Пт | Сб | Вс |
|    |    |    |    | 1  | 2  | 3  |
| 4  | 5  | 6  | 7  | 8  | 9  | 10 |
| 11 | 12 | 13 | 14 | 15 | 16 | 17 |
| 18 | 19 | 20 | 21 | 22 | 23 | 24 |
| 25 | 26 | 27 | 28 | 29 | 30 |    |

| Пн | Вт | Ср | Чт | Пт | Сб | Вс |
|    |    |    |    |    |    | 1  |
| 2  | 3  | 4  | 5  | 6  | 7  | 8  |
| 9  | 10 | 11 | 12 | 13 | 14 | 15 |
| 16 | 17 | 18 | 19 | 20 | 21 | 22 |
| 23 | 24 | 25 | 26 | 27 | 28 | 29 |
| 30 | 31 |    |    |    |    |    |

| Пн | Вт | Ср | Чт | Пт | Сб | Вс |
|    |    | 1  | 2  | 3  | 4  | 5  |
| 6  | 7  | 8  | 9  | 10 | 11 | 12 |
| 13 | 14 | 15 | 16 | 17 | 18 | 19 |
| 20 | 21 | 22 | 23 | 24 | 25 | 26 |
| 27 | 28 | 29 | 30 |    |    |    |

| Пн | Вт | Ср | Чт | Пт | Сб | Вс |
|    |    |    |    | 1  | 2  | 3  |
| 4  | 5  | 6  | 7  | 8  | 9  | 10 |
| 11 | 12 | 13 | 14 | 15 | 16 | 17 |
| 18 | 19 | 20 | 21 | 22 | 23 | 24 |
| 25 | 26 | 27 | 28 | 29 | 30 | 31 |

| Пн | Вт | Ср | Чт | Пт | Сб | Вс |
| 1  | 2  | 3  | 4  | 5  | 6  | 7  |
| 8  | 9  | 10 | 11 | 12 | 13 | 14 |
| 15 | 16 | 17 | 18 | 19 | 20 | 21 |
| 22 | 23 | 24 | 25 | 26 | 27 | 28 |
| 29 | 30 | 31 |    |    |    |    |

| Пн | Вт | Ср | Чт | Пт | Сб | Вс |
|    |    |    | 1  | 2  | 3  | 4  |
| 5  | 6  | 7  | 8  | 9  | 10 | 11 |
| 12 | 13 | 14 | 15 | 16 | 17 | 18 |
| 19 | 20 | 21 | 22 | 23 | 24 | 25 |
| 26 | 27 | 28 | 29 | 30 |    |    |

| Пн | Вт | Ср | Чт | Пт | Сб | Вс |
|    |    |    |    |    | 1  | 2  |
| 3  | 4  | 5  | 6  | 7  | 8  | 9  |
| 10 | 11 | 12 | 13 | 14 | 15 | 16 |
| 17 | 18 | 19 | 20 | 21 | 22 | 23 |
| 24 | 25 | 26 | 27 | 28 | 29 | 30 |
| 31 |    |    |    |    |    |    |

| Пн | Вт | Ср | Чт | Пт | Сб | Вс |
|    | 1  | 2  | 3  | 4  | 5  | 6  |
| 7  | 8  | 9  | 10 | 11 | 12 | 13 |
| 14 | 15 | 16 | 17 | 18 | 19 | 20 |
| 21 | 22 | 23 | 24 | 25 | 26 | 27 |
| 28 | 29 | 30 |    |    |    |    |

| Пн | Вт | Ср | Чт | Пт | Сб | Вс |
|    |    |    | 1  | 2  | 3  | 4  |
| 5  | 6  | 7  | 8  | 9  | 10 | 11 |
| 12 | 13 | 14 | 15 | 16 | 17 | 18 |
| 19 | 20 | 21 | 22 | 23 | 24 | 25 |
| 26 | 27 | 28 | 29 | 30 | 31 |    |

## События

### Западная Европа
- 1543—1551 — война Грубое сватовство (Англо-шотландская война)[1].
  - 10 сентября — битва при Пинки[1].
- 20 февраля — в Вестминстерском аббатстве коронован Эдуард VI.
- Битва при Пинки между шотландцами и англичанами.
- Выступления крестьян против огораживаний в ряде районов Англии, особенно в Кенте.
- Генрих VIII запретил чтение Библии мастеровым, поденщикам, земледельцам и слугам. В том же году умирает.
- Попытка ввести инквизицию в Неаполе. Народное восстание, жестоко подавленное испанцами.
- Попытка мятежа Фиески в Генуе.
- Фактически останавливается Тридентский собор.
- Закончено строительство Шамборского замка.
- Основан Бедлам.

### Центральная Европа
- 1493—1593 — Столетняя хорватско-османская война. Серия вооружённых конфликтов между Королевством Хорватия и Османской империей[2].
- 1507—1622 — Португало-персидская война. Ряд вооружённых конфликтов между колониалистской Португалией и вассальным Ормузом, с одной стороны, и Сефевидской империей, поддерживаемой англичанами, с другой[3].
- 1511—1641 — Малайско-португальская война. Вооружённый конфликт XVI-XVII веков, в котором Малаккский султанат при поддержке империи Мин, Голландской Ост-Индской компании (с 1607) и Джохора безуспешно сопротивлялся Португальской империи, стремившейся захватить Малакку и установить контроль над торговлей между Индией и Китаем[4].
- 1514—1555 — Турецко-персидская война[5].
- 1538—1557 — Португало-турецкая война[6].
- 1545—1563 — Тридентский собор католической церкви. Утвердил догматы о первородном грехе, чистилище. Один из важнейших соборов в истории Католической церкви. Собрался, чтобы дать ответ движению Реформации. Считается отправной точкой Контрреформации[7].
- 1546—1547 — Шмалькальденская война — первый крупный военный конфликт между католиками и протестантами[8].
  - Король Фердинанд потребовал от чехов мобилизации военных сил и средств против Шмалькальденского союза[8].
  - 19 марта — чехи собрали сейм в Праге без его разрешения. Они подали королю жалобы из 57 статей. Войска были направлены к протестантам[8].
  - 24 апреля — битва при Мюльберге[9].
  - Конец апреля — наметился перелом в ходе войны в пользу императора. Чехи отозвали войска и отправили послов к Фердинанду. В Прагу вошли королевские войска[8].
  - 19 мая — подписана Виттенбергская капитуляция. В результате альбертинская линия Веттинов получила от эрнестинской линии титул курфюрста Саксонии. Районы вокруг Виттенберга и Цвиккау также перешли к альбертинской линии. Эрнестинский Фогтланд и небольшая территория вокруг Платте в Рудных горах также отошли чешской короне[10].
  - 23 мая — битва при Дракенбурге[11].
  - 5—6 июля — восстание горожан в Праге. Быстро подавлено. Все города Чехии, кроме четырёх, лишены представительства в сейме, отказались в пользу короля от всех земельных владений и заплатили огромную контрибуцию[8].

- 1540—1547 — окончание Австро—турецкой войны[12].
  - 19 июня — Андрианопольский мир Австрии с Турцией, закрепил расчленение Венгрии. Её западная и северная части остались под властью Габсбургов, центральная часть находилась под управлением султана. Правители восточной Венгрии являлись турецкими вассалами[12].
- 1547 — Поход шаха Тахмаспа в Картли и Кахетию[13].
- 1547/48 — Ногайская бойня. Вооружённое столкновение Крымского ханства и Ногайской орды[14].
- Низложен Иоганн-Фридрих Великодушный.
- Греческий остров Милос становится частью Османской империи.
- Мориц получил сан курфюрста Саксонии.
- Сигизмунд II Август женится вторым браком на Барбаре Гаштольд (урождённая Радзивилл), после чего ведущую роль в ВКЛ при его дворе до 2-й половины 1560-х годов начинают играть Радзивилл Николай Рыжий и Радзивилл Николай Чёрный (см. 1543 и 1553 года)[15].
  - Род Радзивиллов получают титул князей Священной Римской империи.

### Азия
- 1547—1555 — началась война между Ираном и Османской империей.
- 1547—1549 — началось крестьянское восстание в Ширване против Сефевидов. Его лидер Бурхан-Мирза[узб.] провозгласил себя ширваншахом.
- 1547/1548 — Ногайская бойня. Вооружённое столкновение Крымского ханства и Ногайской орды[16].
- Прекращение торговли между Китаем и Японией.
- Войско Саип-Гирея сожгло поселение Аштаршан (сов. Астрахань)[17].

## Русское государство
Царствование: 1533—1584 — Иван IV Васильевич Грозный
- Зима 1546/1547 — Иван Грозный посылает Александра Борисовича Горбатого в поход к Казани, к устью Свияги[18].
- Январь — нарастающие противоречия и напряжение в придворной элите приведшие к казням летом 1546 года  многих видных членов Боярской думы и молодых аристократов (без покаяния и причастия) в январе 1547 года, побудили митрополита Московского Макария выступить инициатором укрепления власти Ивана Грозного  венчанием его на царство. С целью получения официального признания православными патриархами царского титула, Макарий позднее обратился к патриарху Константинопольскому Иосафу II. Повышение статуса русского монарха и Русского государства должно было увеличить авторитет монарха и страны, как внутри, так и во всём мире[19].
- 16 января — великий князь Иван IV Васильевич короновался в Успенском соборе, как «царь и великий князь всея Руси». Торжественное венчание на царство производил митрополит Макарий со всем освященным собором. За основу чина было взято венчание на великое княжение Дмитрия Ивановича Внука в 1498 году[18].
  - Титул царя и великого князя был подтверждён особой грамотой константинопольского патриарха Дионисия II, привезённой в Россию в 1561 году. Появление Русского царства[18].
- 3 февраля (по другим данным 2)  — Иван IV вступает в брак с Анастасией Романовной, дочерью окольничего Романа Юрьевича Захарьина, представительницы старого боярского рода Кобылины. Обряд венчания в Успенском соборе проводит митрополит Макарий. В среде высшей боярской знати возникло и негативное отношение к этому браку[18].
- 6 февраля — Мстиславский Иван Фёдорович женился на Горбатой-Шуйской Ирине Александровне. Дата свадьбы была специально отнесена к первой свадьбе царя Ивана Грозного, что прямо свидетельствует о его близости к царской семье[20].
- Середина февраля — на церковном соборе, созванном по инициативе московского митрополита Макария, канонизированы: Александр Невский[21], Ольга (княгиня Киевская), Пётр и Феврония Муромские, Иоанн (архиепископ Новгородский), Зосима Соловецкий и Савватий Соловецкий, Кирилл Белозерский, Ферапонт Белозерский, Савва Сторожевский, Дионисий Глушицкий, Прокопий Устюжский, Александр Свирский, Василий (епископ Рязанский)[18].
- Февраль—март — Русское правительство, с целью восстановления на Казанском престоле Шах-Али организовало новый казанский поход, однако Сафа-Гирей смог сохранить власть[22].
- Весна — засушливая весна стала причиной частых пожаров в Москве[23].
  - 12 апреля — в Москве возникает первый крупный пожар уничтоживший почти всю деревянную застройку Китай-города, были сильно повреждены каменные крепостные стены и башни[18].
  - 20 апреля — в Москве сгорели 2 большие ремесленные слободы в Заяузье[23].
  - Апрель — состоялись казни лиц, якобы причастных и признавшихся под пытками, лиц в поджогах[23].
  - 21 июня — Великий пожар в Москве, начавшийся на Воздвиженке, из-за сильного ветра огонь распространился на столицу. В огне по различным данным погибло от 1700 до 3700 тысяч человек, сгорело 250 церквей и до 25 тысяч дворов, горел Кремль, многие монастыри, выгорела царская казна, погорел Китай-город и его укрепления, посады и слободы за р. Неглинка и др.[23][24]. Во время пожара сгорел иконостас Благовещенского собора, с иконами Феофана Грека, Андрея Рублёва и старца Прохора с Городца. Иконостас был заменён сборными иконами[25]. Иван Грозный вместе с супругой, братом и боярами переселяется в подмосковное село Воробьёво. Митрополита Макария с трудом удалось эвакуировать из Успенского собора и отвезти в ближайший Новинский монастырь[18][23].
  - 23 июня — Иван Грозный (он специально приехал из Воробьёво) проводит заседание Боярской думы у постели митрополита Макария, где выступили противники Глинских из числа думных дворян. Было решено произвести официальное следствие о причинах пожара[23].
  - Сильвестр староста для надзора за правильным восстановлением росписей в кремлёвских храмах после пожара[26].
- Июнь—июль — Московское восстание 1547 года[18].
  - 26 июня — восставшие убивают в Успенском соборе дядю царя — Юрия Васильевича Глинского и множество его людей[18].
  - 28 июня (по другим данным 29) — восставшие являются к царю в село Воробьёво, требуя выдать им оставшихся Глинских. Царь приказывает наказать восставших. По словам самого Ивана Грозного произнесёнными в 1551 году, это восстание "вошел страх в душу мою..."[18].
- 3 ноября — брат царя Юрий Васильевич женится на Ульяне, дочери Дмитрия Фёдоровича Палецкого. На свадьбе присутствует царь со всеми боярами[18].
- Конец осени — Иван Грозный начинает военные действия против Казанского ханства, постоянно беспокоящих русские области набегами[18].
  - Декабрь — первый Казанский поход Ивана IV Грозного. Тёплая зима мешает продвижению его войска. С трудом войска дошли до Казани, из-за распутицы потеряны пушки и пищали, Иван 07 марта 1548 года возвращается в Москву[18].
- Адашев Алексей Фёдорович, по указанию царя, отвозит огромный по тем временам (7 тыс. руб.) вклад в Троице-Сергиев монастырь[27].
- Митрополит Московский Макарий просил царя отпустить его на покой, но царь отказал[19].
- Пожалованы окольничеством: Адашев Алексей Фёдорович[27], Колычев Иван Иванович Рудаков[28].
- Пожалованы боярством: Хабаров Иван Иванович (ум. 1558), Юрьев Иван Михайлович (1547), Курлетев Константин Иванович (ум. 1561), Захарьин Григорий Юрьевич (ум. 1556), Пронский Данила Дмитриевич (ум. 1551), Палецкий Дмитрий Фёдорович (ум. 1561), Куракин-Булгаков Фёдор Андреевич (1567), Курлетев Дмитрий Дмитриевич (ум. 1562), Морозов Григорий Васильевич (ум. 1556), Пронский Иван Васильевич Щемяка (ум. 1550), Тёмкин-Ростовский Юрий Иванович (ум. 1561), Юрьев Василий Михайлович (ум. 1559), Яковля Григорий Петрович (ум. 1551)[28], Глинский Юрий Васильевич, Глинский Михаил Васильевич (начало года)[29].
- На службу великому князю выехал родоначальник дворянского рода: Бешенцовы[30].
- Местничество: 
  - Пенков Иван Васильевич и Горбатый-Шуйский Александр Борисович[31].
  - Кашин-Оболенский Юрий Иванович и Немой-Оболенский Дмитрий Иванович[31].

### Города и поселения
- 1547—1551 — в Благовещенском соборе Московского Кремля производилась роспись собора. Включены сюжеты евангельских праздников, притч и чудес, Страстной цикл, сцены явления Христа по Воскресении, иллюстрации к Откровению Иоанна Богослова, изображения русских святых. На папертях представлены "древо Иессеево" (родословное древо Христа), библейские сюжеты, а также изображения античных философов и поэтов, в сочинениях которых усматривали пророчество о Христе[25].
- Первое упоминание г. Оханска, Джурин (село)
- Существует версия об основании Уфы в 1547 году. По наиболее обоснованной версии город основан, как русская крепость  в 1586 году[32].
- Отлиты первые фальконеты в России.

## Начало правления
См.также: Список глав государств в 1547 году
- Генрих II вступил на французский престол.
- 1547—1553 — король Англии Эдуард VI.

## Наука и искусство
- Маргарита Наваррская пишет поэму «Корабль» и «Маргаритки королевы Наваррской».
- Туллия д'Арагона пишет поэму «Диалоги о бесконечности любви».
- Выходит первое стихотворение Ронсара.
- Время действия книги Марка Твена «Принц и нищий».
- Мартинас Мажвидас издал в Кёнигсберге первую книгу на литовском языке.
- В Константинополе издана первая книга на сефардском языке.
- Перевод Корана на итальянский язык.

## Родились

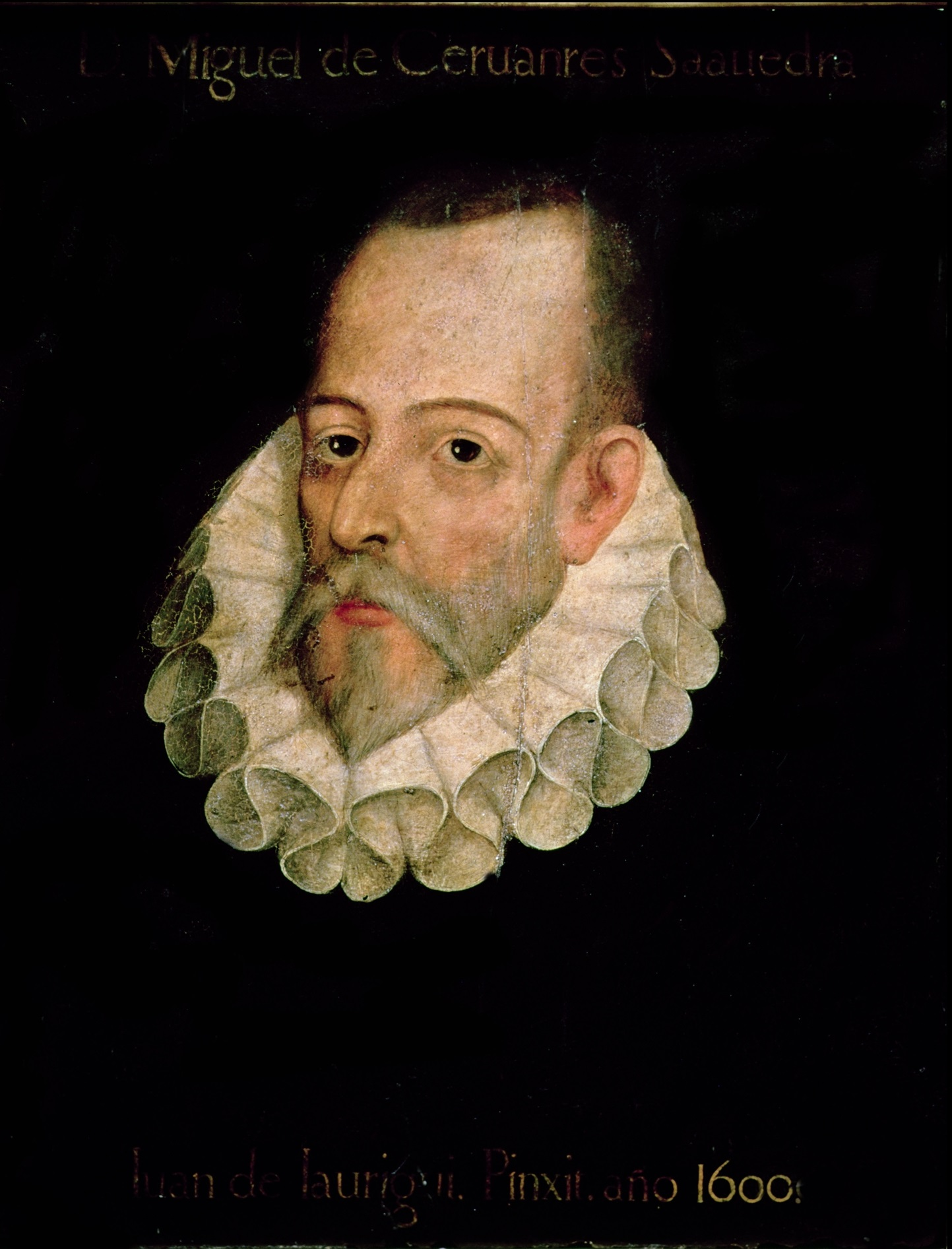
Портрет Сервантеса

См. также: Категория:Родившиеся в 1547 году
- 29 сентября — Мигель де Сервантес, испанский писатель.
- Алеман, Матео — испанский писатель.
- Иоанна Австрийская — младшая дочь императора Фердинанда I и Анны Ягеллонской, мать королевы Франции Марии Медичи.
- Липсий, Юст — южно-нидерландский гуманист и знаток классической латыни.
- Хуан Австрийский — испанский полководец.
- Василий IV Иванович Шуйский — русский царь с 1606 по 1610 год (по другим данным он родился в 1552 году)[33].
- Жолкевский Станислав — военный и государственный деятель Речи Посполитой, польский коронный гетман (1588-1613), великий коронный гетман (1613-1620), великий канцлер коронный (1618-1620)[34].

## Скончались

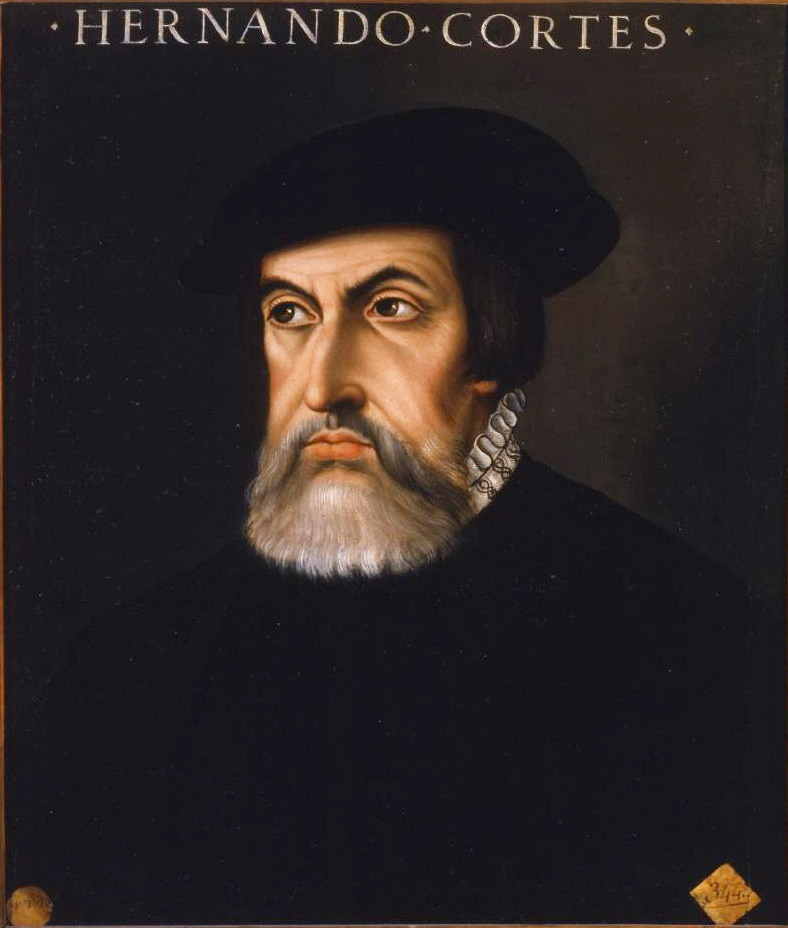
Портрет Кортеса

См. также: Категория:Умершие в 1547 году
- 28 января — Генрих VIII, король Англии (р. 1491).
- 31 марта — Франциск I (король Франции) (р. 1494).
- 26 июня — Глинский Юрий Васильевич, боярин (начала 1547), убит в ходе Московского восстания[29].
- 2 декабря — Эрнан Кортес, испанский конкистадор (р. 1485).
- Одоевский Фёдор Иванович Меньшой — служилый князь, воевода, наместник[35].
- Бембо, Пьетро — итальянский гуманист, кардинал и учёный.
- Себастьяно дель Пьомбо — итальянский живописец